# Albrecht zu Erbach-Fürstenau

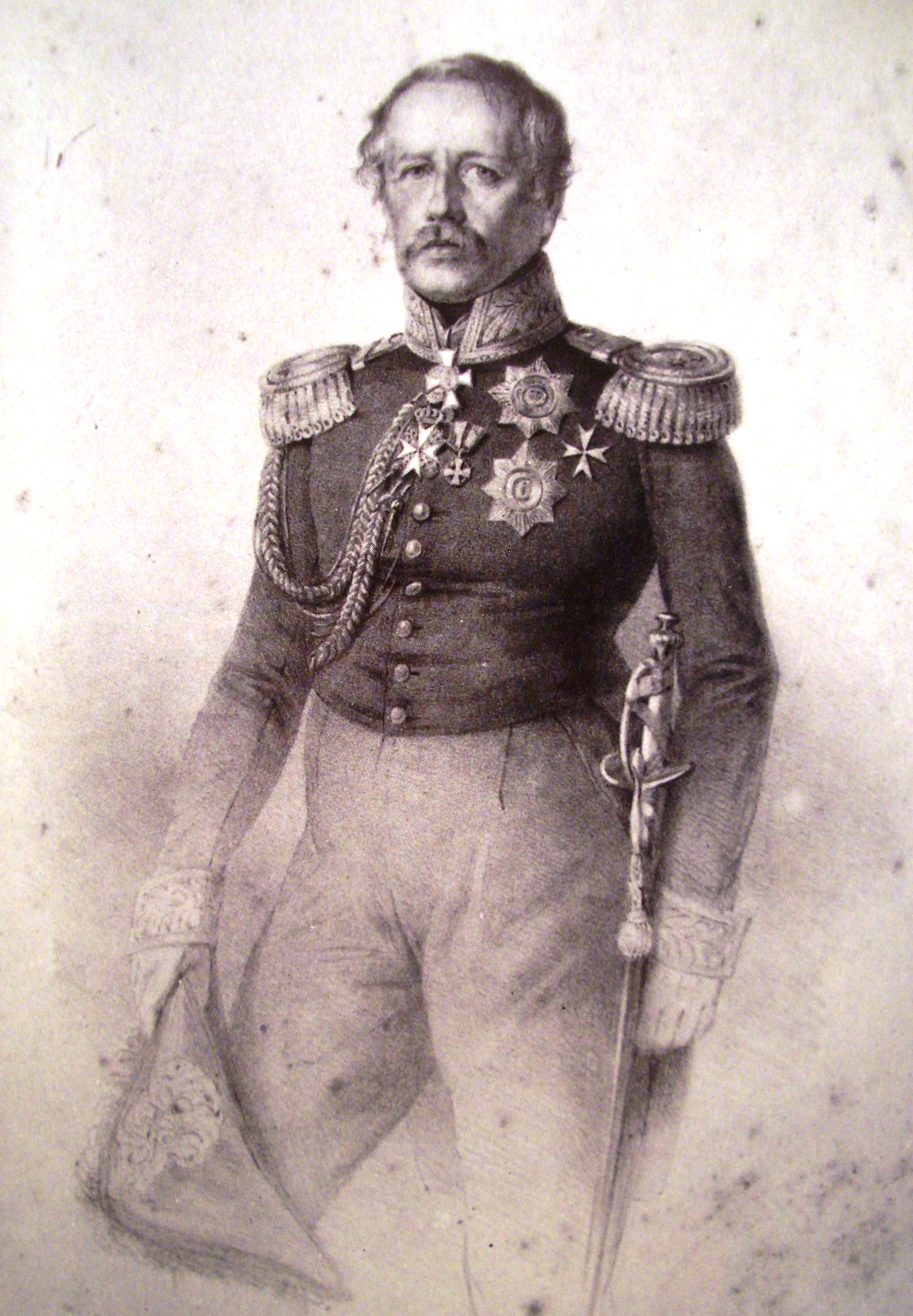
Albrecht Graf zu Erbach-Fürstenau, Kupferstich von 1847

Albrecht (Albert) August Ludwig Graf zu Erbach-Fürstenau (* 18. Mai 1787 in Fürstenau; † 28. Juli 1851 Jagdschloss Krähberg) war ein hessischer Standesherr aus dem hochadeligen Haus Erbach. Er war Abgeordneter und Präsident der Ersten Kammer der Landstände des Großherzogtums Hessen sowie Großherzoglich Hessischer Generalleutnant und württembergischer Generalmajor.

## Leben
Seine Eltern waren der preußische Generalmajor Christian Karl zu Erbach-Fürstenau (1757–1803) und dessen Ehefrau Dorothea Louise Marianne, geborene Gräfin von Degenfeld-Schonburg (1765–1827), Tochter von Oberst August Christoph von Degenfeld-Schonburg (1730–1814). Sein Vater war zunächst Mitregent und nach dem Tod seines Bruders Ludwig am 16. Januar 1784 Alleinregent des Landes.
Albrecht stand seit 13. November 1802 als Fähnrich beim I. Bataillon Garde in preußischen Diensten und verließ die Armee nach dem Zusammenbruch Preußens 1806. Bereits 1803 trat er, zunächst unter Vormundschaft seiner Mutter, die Nachfolge in der Grafschaft an. 1806 wurde die Grafschaft im Zusammenhang mit der Bildung des Rheinbundes mediatisiert und er Standesherr im Großherzogtum Hessen. Von 1820 bis zur Märzrevolution 1849 war er Mitglied der Ersten Kammer der Landstände. 1823/24 stand er ihr als Präsident vor.
Er und seine Gattin sind auf dem Friedhof in Ober-Sensbach nahe dem Jagdschloss Krähberg bestattet.

## Familie
Erbach-Fürstenau war verheiratet mit Sophie Emilie Luise, Prinzessin zu Hohenlohe-Neuenstein-Ingelfingen (1788–1859), Tochter des Fürsten Friedrich Ludwig. Das Paar hatte zwölf Kinder, darunter:
- Emma Luise Sophie Victorie Henriette Adelheid Charlotte (1811–1889) ⚭ 22. August 1833 Graf Hermann zu Stolberg-Wernigerode (1802–1841)
- Alfred (1813–1874), K.K. Oberleutnant beim Kürassier-Regiment Nr. 3 „König von Sachsen“, Nachfolger in der Standesherrschaft ⚭ 28. April 1859 Louise zu Hohenlohe-Ingelfingen (1835–1913)[5]
- Thekla Adelheid Julia Luise (1815–1874) ⚭ 8. September 1836 Erbprinz Ernst Casimir von Ysenburg-Büdingen (1806–1861)
- Luitgarde Luise Charl Sophie (1817–1897) ⚭ 23. August 1840 mit Graf Friedrich Ludwig von Rechteren-Limpurg
- Edgar (1818–1879), K.K. Oberleutnant beim Kürassier-Regiment Nr. 7 „Graf Hardegg“
- Lothar (1819–1851), K.K. Oberleutnant beim Husaren-Regiment Nr. 7 „Fürst Reuß Köstritz“, ertrunken im Mittelmeer
- Adelheid Charlotte Victoria (1822–1881) ⚭ 15. August 1843 Graf Botho zu Stolberg-Wernigerode (1805–1881), Sohn von Henrich zu Stolberg-Wernigerode
- August Friedrich Magnus Heinrich (1824–1855), k.k. Oberleutnant beim Infanterie-Regiment Nr. 36 „Palombini“
- Clotilde Sophie Adèle Ferdinande Emma (1826–1871) ⚭ 2. November 1843 regierender Graf Eberhard zu Erbach-Erbach und von Wartenberg-Roth (1818–1884)
- Adalbert Ludwig Alfred Eberhard Friedrich (1828–1867), Leutnant bei der Großherzoglich Hessischen Garde ⚭ 20. September 1852 (morganatisch in Frankfurt am Main) Charlotte Willenbücher, als Frau von Rothenberg in den hessischen Adelsstand erhoben (1839–1913)
- Hugo (1832–1894) ⚭ 8. August 1867 Gräfin Maria zu Erbach-Schönberg (1839–1927)